# دريع الهاجرى
دريع الهاجرى (1989-) مغني كويتي، وملحن وعازف محترف علي آلة العود ، ظهر ببعض الاغانى على اليوتيوب وبعض البرامج الكويتية.

## عن حياته
ولد الفنان دريع عجيل الهاجرى في الكويت عام (1989) وهوي الغناء منذ الصغر وتولع بآلة العود ، فتعلم عزف العود وهو ابن الثالثة عشرة حيث كان يمارس هوايته بالعزف والغناء اثناء العطلة الاسبوعية ، وهو إبن عم الفنان الشعبي الراحل فريج الذي تاثر به ، كما تاثر بالفنان عبادي الجوهر وطلال مداح ومحمد عبده ، كما اصدر له القليل من الاغاني الخاصة وأكثر اغانيه من خلال الجلسات الخاصة وهي من الفن الشعبي وأكثر محبيه من الشباب.